# Gambia na Mistrzostwach Świata w Lekkoatletyce 2015
Gambia na Mistrzostwach Świata w Lekkoatletyce 2015 – reprezentacja Gambii podczas Mistrzostw Świata w Pekinie liczyła 1 zawodnika, który nie zdobył medalu.

## Występy reprezentantów Gambii
| Konkurencja            | Zawodnik     | Runda 1    | Runda 1 | Półfinał | Półfinał | Finał    | Finał   |
| Konkurencja            | Zawodnik     | Rezultat   | Pozycja | Rezultat | Pozycja  | Rezultat | Pozycja |
| ---------------------- | ------------ | ---------- | ------- | -------- | -------- | -------- | ------- |
| Bieg na 200 m mężczyzn | Adama Jammeh | 20,81 (SB) | 42.     | NQ       | NQ       | NQ       | NQ      |